# Cyclanthera brachystachya
Cyclanthera brachystachya (DC.) Cogn. è una pianta appartenente alla famiglia delle Cucurbitaceae. È originaria dell'America centrale e meridionale. Viene utilizzata come pianta ornamentale e orticola.

## Descrizione

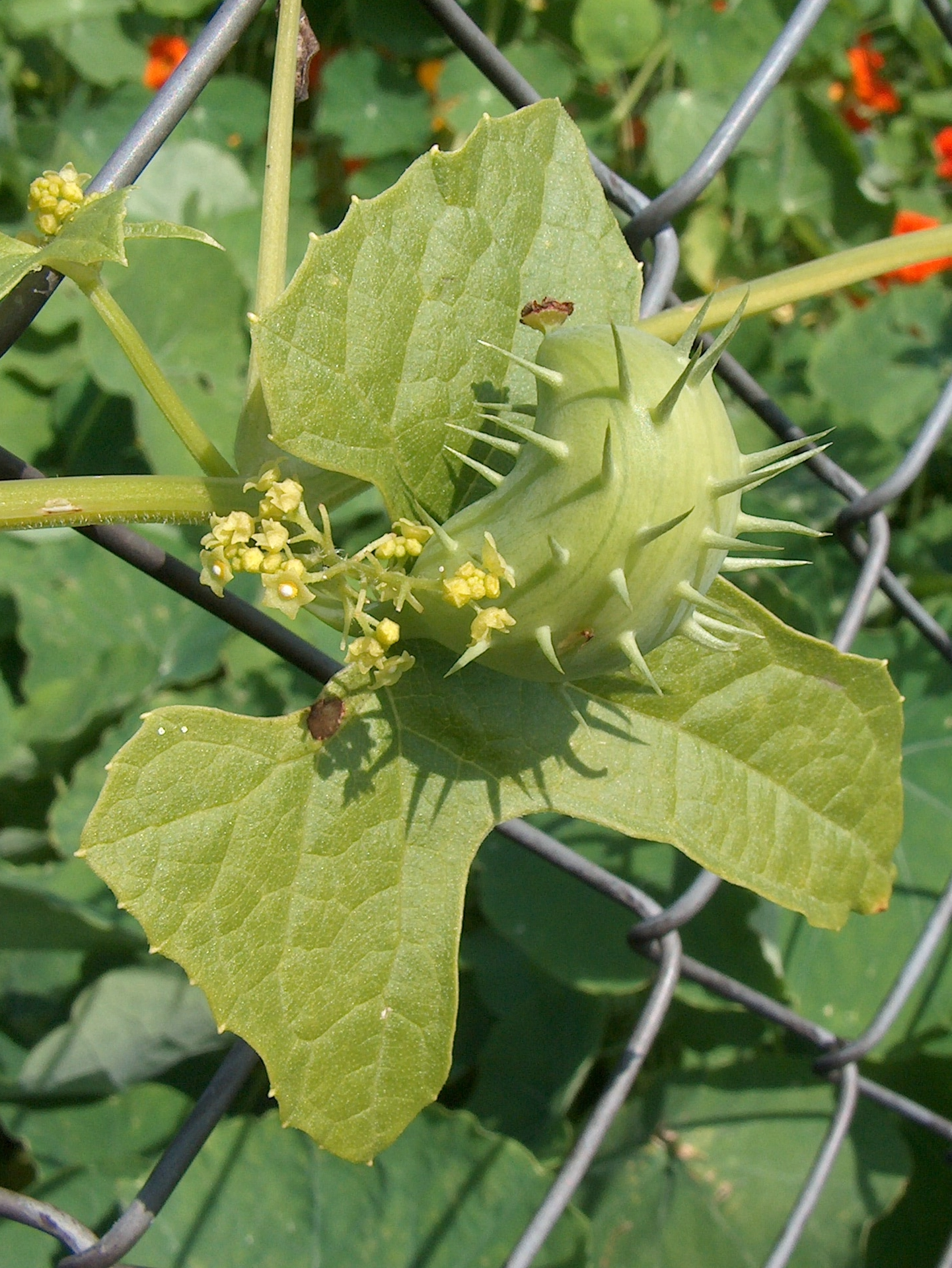
Infiorescenza maschile e frutto spinoso

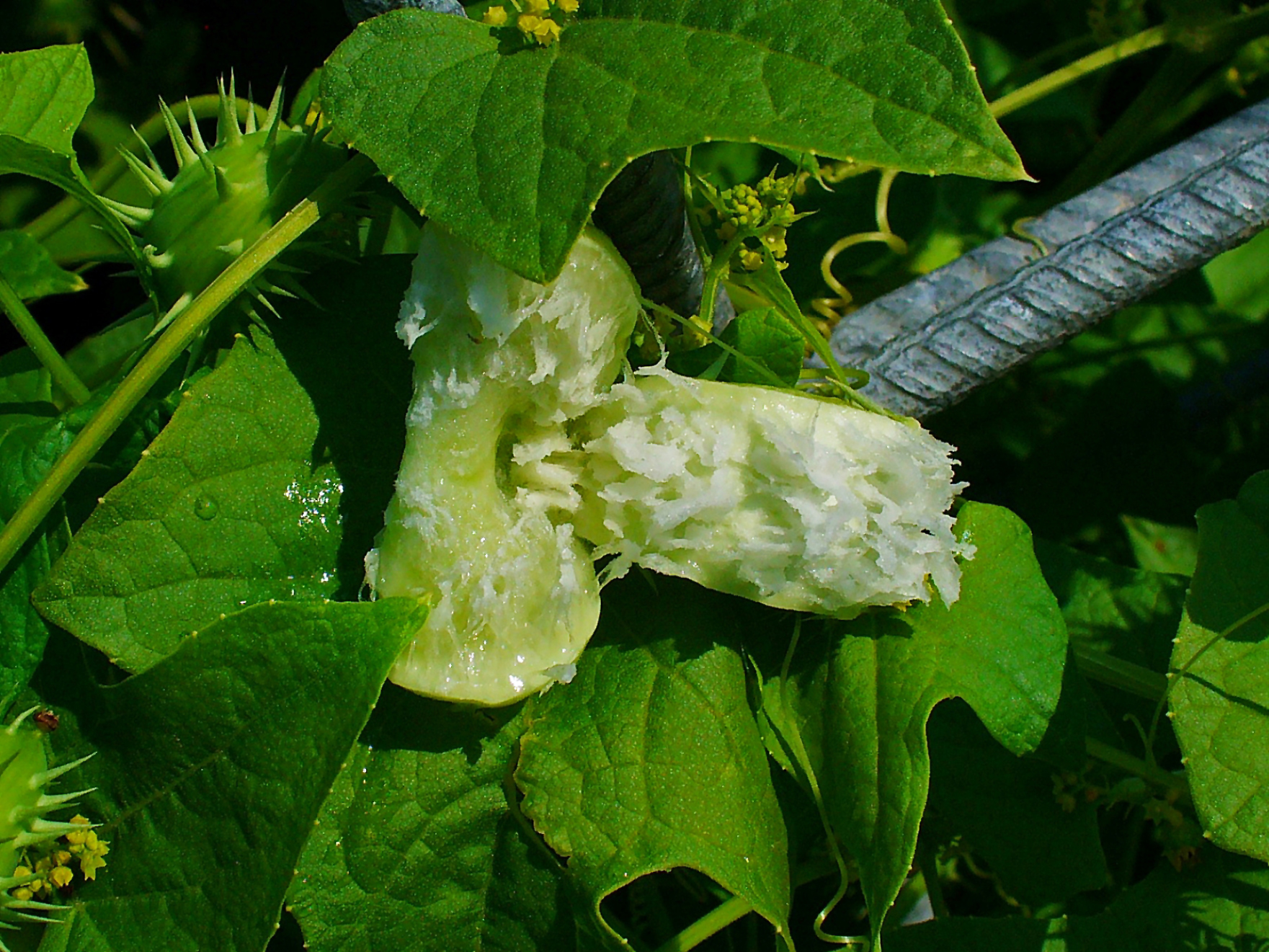
Frutto esploso

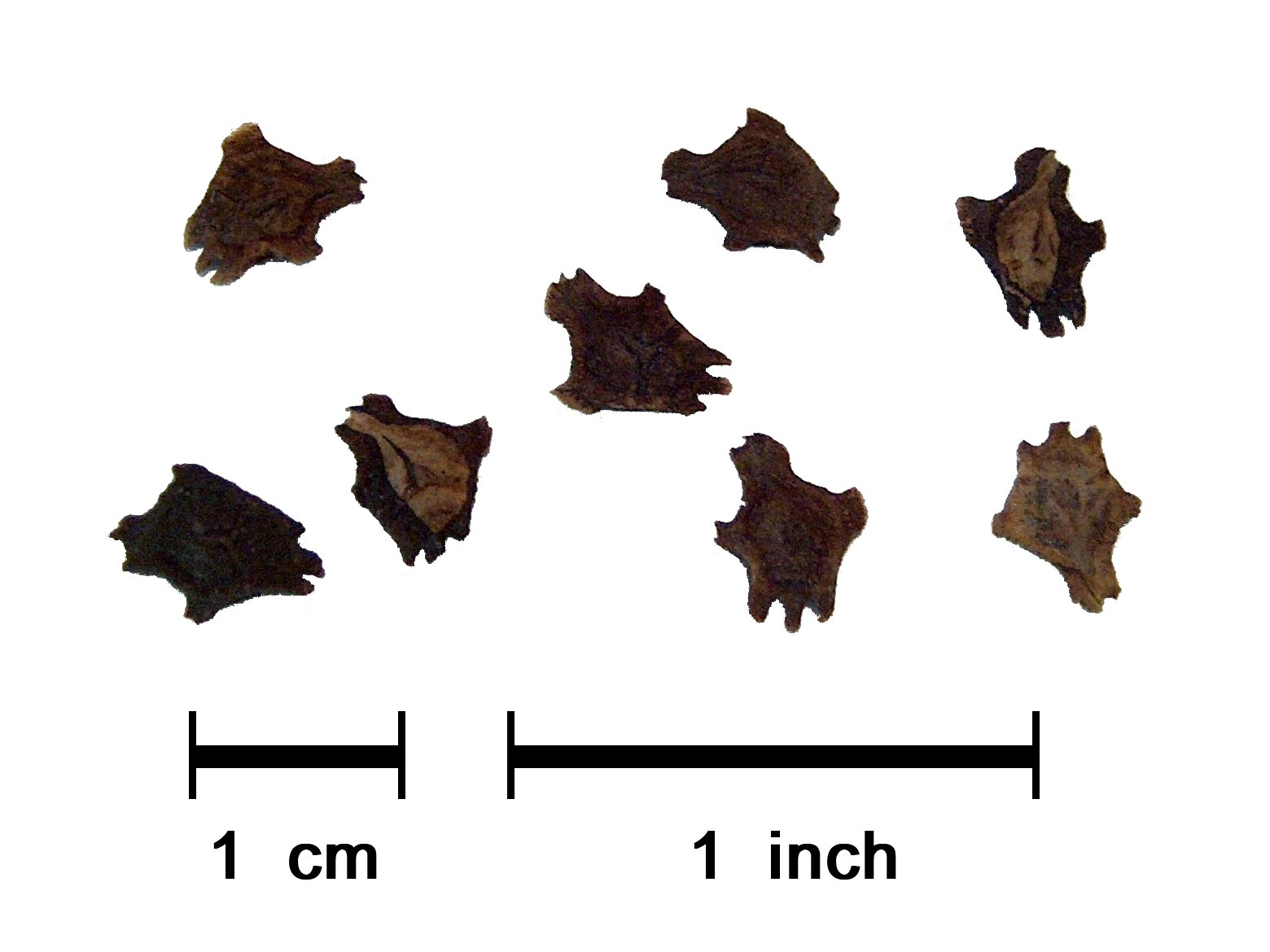
Semi

C. brachystachya è una pianta erbacea annuale o perenne di breve durata. Gli steli di questa pianta rampicante crescono fino a diversi metri di lunghezza. I viticci nudi sono bifidi e si avvolgono a spirale.
Le foglie, disposte alternativamente, sono costituite dal picciolo e dalla lamina fogliare. Il picciolo glabro è lungo da 0,5 a 4 cm. La lamina fogliare membranosa e palmata, è lunga da 2 a 10 cm e circa della stessa larghezza, ha un contorno ovato o circolare ed è solitamente è trilobata o pentalobata. I lobi fogliari sono ovato-triangolari con un'estremità superiore appuntita. Il lobo fogliare mediano è molto più grande di quelli laterali. Alla base cuoriforme della foglia si trovano da due a sei ghiandole nettarifere. Il margine fogliare è dentato.
C. brachystachya è una pianta monoica. Il periodo di fioritura dura tutta l'estate. Le infiorescenze a pannocchia, lunghe da 8 a 25 mm, sono composte da 8 a 50 fiori maschili. Gli steli dei fiori maschili sono lunghi da 0,5 a 3 mm e sono finemente pelosi. Gli steli dei fiori femminili sono finemente pelosi o glabri.
I fiori sono radialmente simmetrici e hanno cinque petali con un doppio perianzio. Nei fiori femminili e maschili, i cinque petali di colore da biancastro a giallo chiaro sono fusi e ovato-triangolari, misurano da 0,75 a 1,5 mm di lunghezza e da 1 a 1,5 mm di larghezza. Nei fiori maschili, il calice ha un diametro da 1 a 1,5 millimetri. I fiori femminili sono più grandi dei fiori maschili e sono portati su steli lunghi da 1 a 6 mm.
Il peduncolo del frutto è lungo da 0,5 a 1,5 cm. I frutti spinosi, per lo più verdi o raramente di colore glauco, sono lunghi da 2 a 4 cm e hanno un diametro da 1,4 a 2,5 cm. I frutti sono leggermente curvi e quasi a forma di rene e le loro spine sono lunghe da 2 a 11 mm. I frutti contengono ciascuno da cinque a otto semi vagamente cruciformi lunghi da 7 a 9 mm e con un diametro da 5 a 7 mm. I semi sono di forma appiattita con una base troncata e tridentata e hanno un margine è rugoso.
I semi si trovano in un tessuto spugnoso all'interno dei frutti e si diffondono per autocoria (autopropagazione). Quando il frutto matura, si accumula una pressione negli strati interni del pericarpo curvo verso l'esterno, causando una crescente tensione del tessuto vegetale. Il pericarpo si lacera in un punto debole nella regione dello stigma e la parte convessa della parete si apre rapidamente verso l'esterno. L'esplosione rompe il tessuto spugnoso del frutto. Quando il frutto esplode, i semi vengono scagliati a diversi metri di distanza.

## Distribuzione e habitat
Cyclanthera brachystachya è distribuita nell'America centrale (Guatemala, Costa Rica, El Salvador) e meridionale (Colombia, Venezuela, Ecuador ). Prospera nelle regioni tropicali-andine ad altitudini comprese tra 800 e 2000 metri. Cresce solitamente nella vegetazione secondaria e talvolta viene coltivata.

## Usi
Cyclanthera brachystachya è coltivata come verdura nelle sue aree native e in alcune regioni tropicali. I frutti possono essere consumati crudi o cotti. I frutti vengono consumati in insalata, sottaceto o cotti come le zucche.
La pianta è talvolta utilizzata come pianta ornamentale.